# Camp militaire des Fromentaux
Le camp militaire des Fromentaux est un ancien camp militaire d'une superficie de 116 ha situé sur les communes de Saint-Maurice-de-Rémens, Chazey-sur-Ain et Leyment.
Il était essentiellement destiné au stockage de munitions en surface, et abrite après sa réhabilitation un centre d’essais de véhicules.

## Histoire
Créé en 1917, le camp est en activité jusqu’en 2004. À l’état de friche, il est démantelé en 2017 pour laisser place à Transpolis, un centre d’essai de véhicules. Les nouvelles installations reproduisent des environnements urbains comme ruraux et permettent de tester des véhicules de série (crash-test) ou expérimentaux (véhicules autonomes ou semi-autonomes).